# Roberto Pizano Saucedo
Roberto Pizano Saucedo fue un político mexicano miembro del Partido Revolucionario Institucional. Fue presidente del PRI en el estado de Colima. Fue diputado por el II Distrito Electoral Federal de Colima en la XLIII Legislatura del Congreso de la Unión de México. Fue senador de la república en la XLIII y en la XLIX Legislatura del Congreso de la Unión de México, en la que tuvo como senador suplente a Alfonso García Franco. 
En 1981, radicó en Oaxaca y de 1982 a 1985 en Tabasco. Diputado federal, por el Segundo Distrito Electoral Federal, con cabecera, en Manzanillo, de 1955 a 1958, presidiendo, la Cámara Baja, en diciembre de 1957 y dándole la bienvenida, al candidato presidencial Adolfo López Mateos, en marzo de 1958, pidiéndole expropiara el latifundio de Paso del Río, en Periquillo, propiedad del italiano Stefhano Gerzi. De 1970 a 1976 fue Senador de la República y miembro de la Gran Comisión, del Senado y Vicepresidente, en dos ocasiones. Presidente Municipal de Colima, de 1977-79.
| Predecesor: - | Diputado federal por el II Distrito de Colima 1955 - 1958 | Sucesor: Tomás Bejaráno Figueroa |